# Ptychamalia subcuprea
Ptychamalia subcuprea là một loài bướm đêm trong họ Geometridae.